# Estret de Calais
Pel que fa al departament francès, vegeu Pas de Calais.
L'estret de Calais o pas de Calais (aquest últim és el nom francès; en neerlandès Nauw van Calais / Straat van Dover) és el pas que es troba al punt més estret del canal de la Mànega, entre les ciutats de Calais (França) i Dover (Gran Bretanya), allà on la distància entre aquests dos estats és més curta (33,3 km en el punt més estret). En anglès és conegut com l'estret de Dover (Strait of Dover). Comunica el canal de la Mànega, a l'oest, amb la mar del Nord, a l'est.

## Trànsit marí

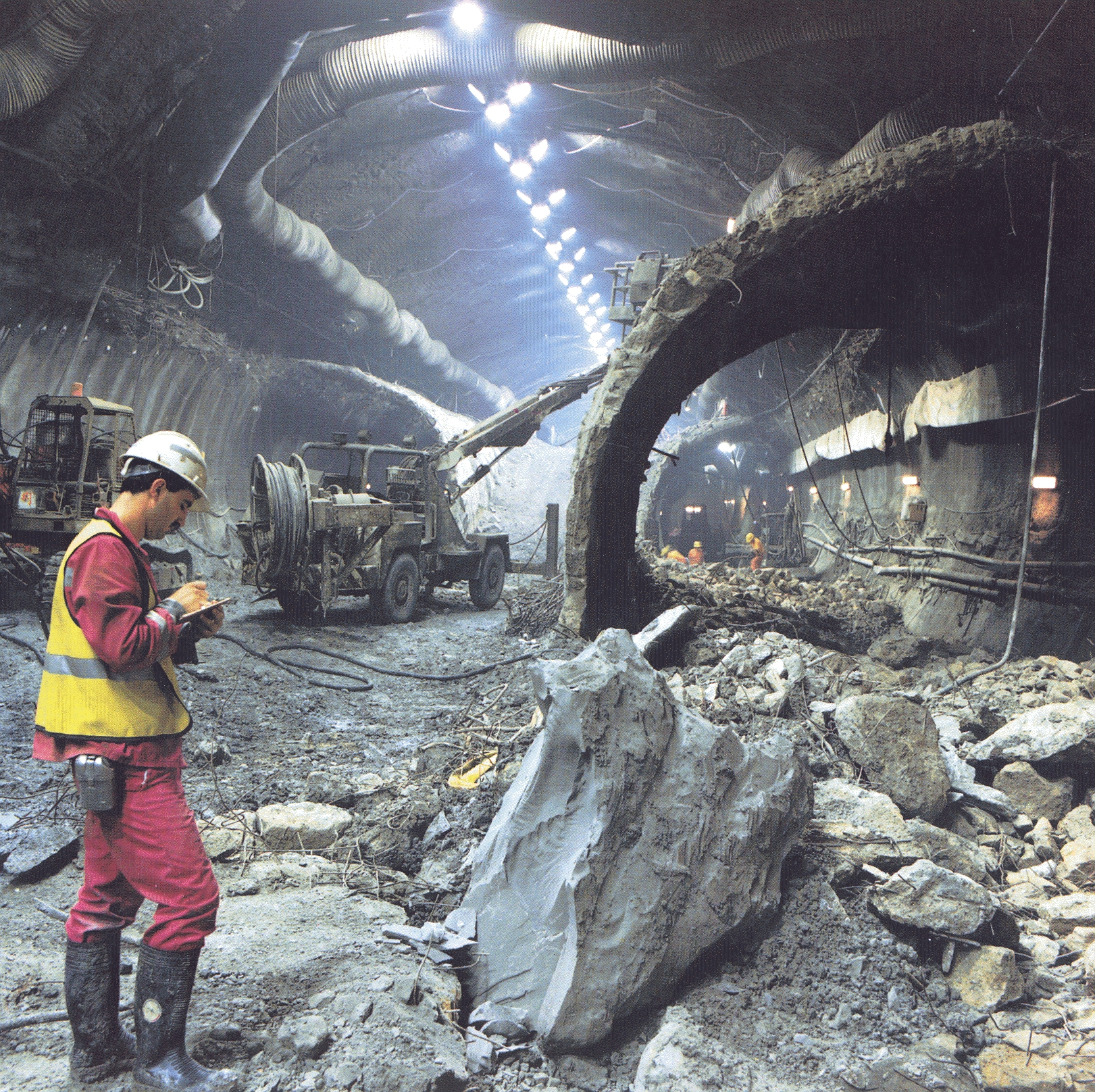
Construcció de l'Eurotúnel.

La major part del trànsit marítim entre l'oceà Atlàntic i els mar del Nord i Bàltic passa per l'estret de Calais, en lloc de prendre la ruta més llarga i perillosa al voltant del nord d'Escòcia. L'estret és la via marítima internacional més transitada del món, utilitzada per més de 400 vaixells comercials diaris, i la seguretat del trànsit en un problema crític i els serveis de Guàrdia costanera de França i el Regne Unit mantenen una vigilància de l'estret les 24 hores i apliquen un règim estricte de carrils de navegació.
A part del trànsit intensiu de nord-est a sud-oest, l'estret és travessat de nord-oest a sud-est per ferris que uneixen Dover amb Calais i Dunkerque, que es pot fer també a través de l'Eurotúnel ferroviari obert el 6 de maig de 1994, que hi passa per sota a una profunditat mitjana de 45 m davall el fons marí. La seva travessia dura aproximadament 35 minuts entre Calais/Coquelles (França) i Folkestone (Regne Unit).
L'any 1978, arran del desastre de l'Amoco Cadiz a la costa de Bretanya el govern francès va establir el pla POLMAR-ORSEC per coordinar els homes i per mobilitzar els mitjans de lluita contra casos de pol·lució marina accidental.

## Navegació

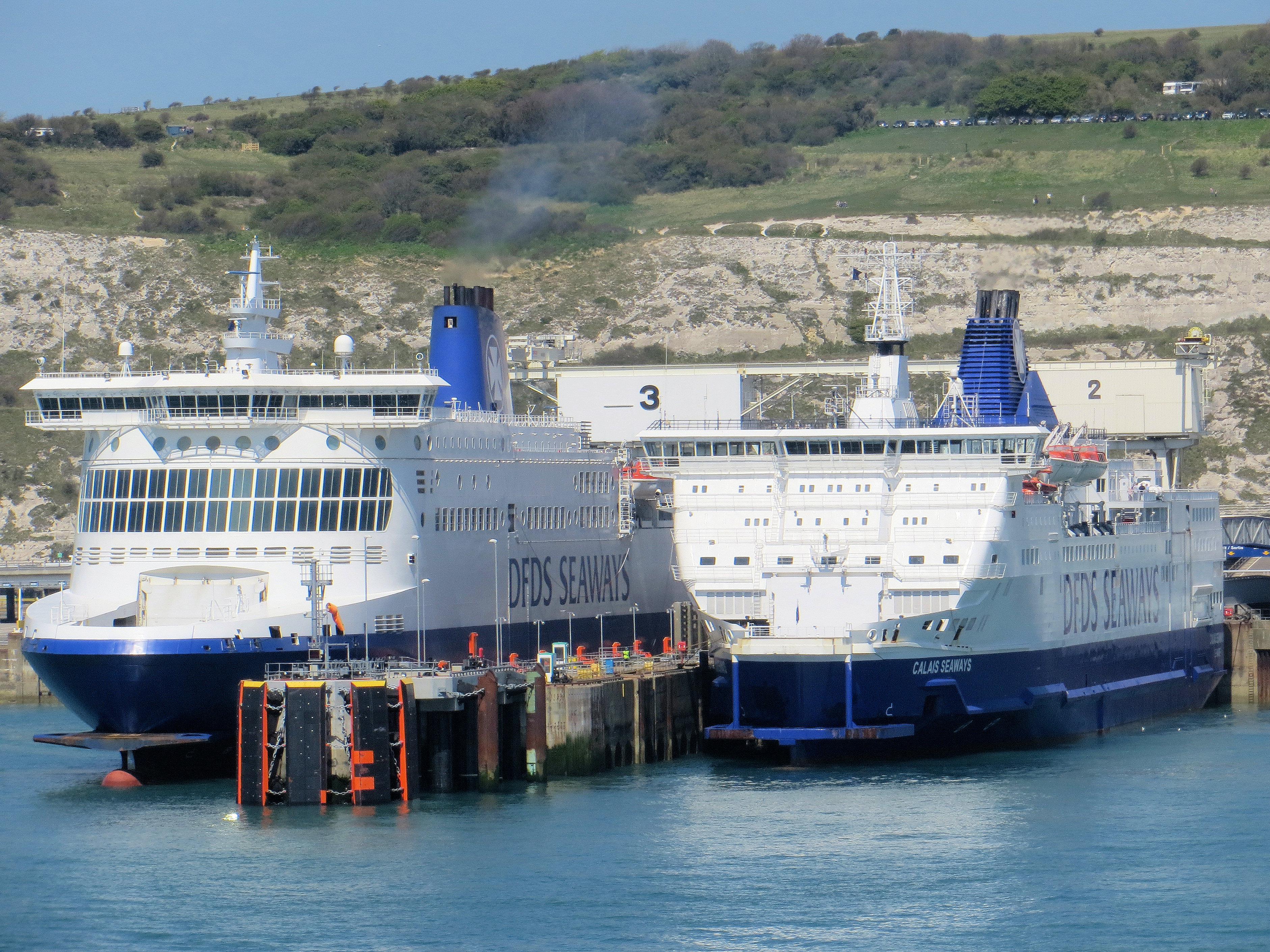
Ferris de la línia Calais-Dover

Les condicions de navegació combinen diversos factors perillosos com vents, forts corrents i un règim de marea més agut a causa del coll d'ampolla creat per l'estret. Aquests tres factors, combinats amb els moviment de molts bancs de sorra influeix en la maniobrabilitat de les embarcacions o en la pesca. La navegació de grans vaixells ha d’adaptar-se a un esquema de separació del trànsit (DST) que organitza el trànsit longitudinal de l'estret, amb un carril ascendent al costat francès i un carril descendent al costat anglès, i els bancs de sorra naturals serveixen de separadors. Les zones de menys de 12 metres de profunditat estan indicades localment a les cartes nàutiques de manera que els vaixells de calat profund poden evitar-los. França i el Regne Unit van decidir amb una declaració pública del 2 de novembre de 1988 obrir la circulació de l'estret a la navegació internacional.
L'estret de Calais és el lloc de pas de la majoria d'immigrants il·legals que pretenen arribar al Regne Unit, camuflats en els camions que viatgen a bord dels trens de càrrega de l'Eurotúnel, que mentrestant resten amagats en camps improvisats a prop de Calais coneguts com la Jungla de Calais, i que les autoritats franceses desmantellen periòdicament.

## Formació
Abans de l'obertura de l'estret de Calais la Gran Bretanya seguia connectada a Europa, fins i tot durant les pujades del nivell del mar, a través d'una cresta estructural que s'estenia des del sud-est d'Anglaterra fins al nord-oest de França, feta de guix, comprenia l'extremitat nord de l'anticlinal de Weald-Artois i es postula que formava un estret istme que separa els embassaments marins al nord (mar del Nord) i al sud-oest (canal de la Mànega). Es considera àmpliament que la ruptura de la carena de guix i l'obertura de l'estret de Calais és una conseqüència del vessament d'un llac proglacial que va ocupar l'actual conca del sud del mar del Nord durant la glaciació d'Anglia, contemporània de la glaciació d'Elster al nord d'Europa.

## Geografia

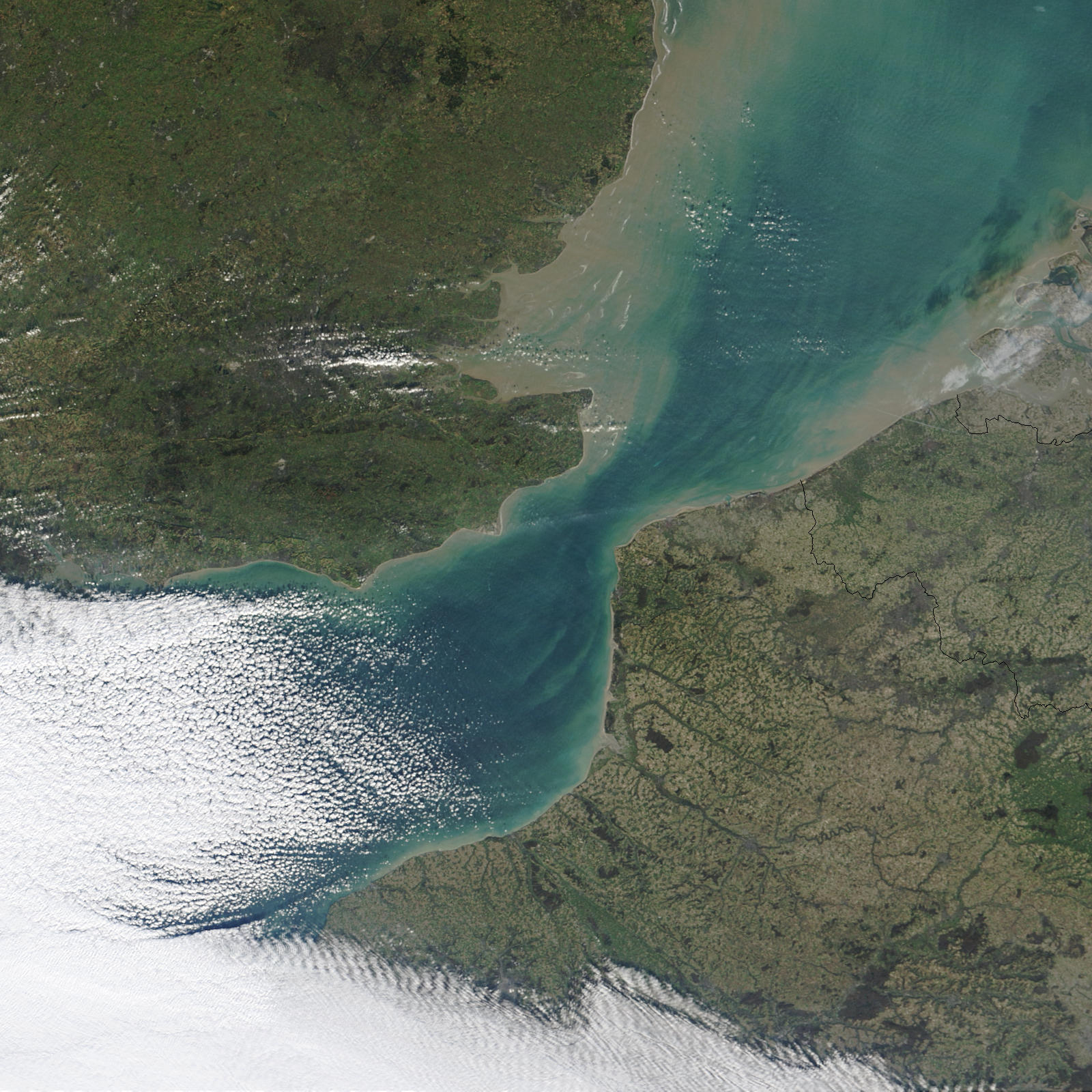
Vista per satèl·lit del Pas de Calais i els plomalls tèrbols alliberats pels rius al mar (en particular el Tàmesi, aquí amb la pujada de la marea)

L'estret és conegut sobretot com la principal de les dues rutes marítimes d’accés als principals ports del nord d’Europa com Rotterdam, Anvers, Hamburg o Dunkerque, que generen un important i constant flux de mercaderies cap a l’interior del continent. Finalment, el trànsit de passatgers entre el canal francès entre el port francès de Calais i el port britànic de Dover és un dels més intensos d’Europa i del món.
En la seva amplada més petita, entre la ciutat de Dover a Anglaterra i el cap Gris-Nez a França, aquest estret mesura 33,3 km, però el canal navegable no supera els 28 km.
Relativament poc profund (de 20 a 30 m), l'estret també alberga una xarxa de dunes submarines (o "dunes hidràuliques") Quins moviments (de 40 a 70 m l'any) i canvien sota l'efecte dels corrents i les marees.

### Origen i característiques geològiques
Aquest estret cenozoic es va obrir al Paleogen i es va tornar a tancar a l'Eocè superior i finalment s'hauria obert de nou al quaternari mitjà. Correspon a una notable estructura geològica per a Europa i el nord de França, una inversió tectònica cenozoica en etapes.

Durant el Pliocè, els foraminífers (coneguts pels seus fòssils) són els mateixos a banda i banda de l'estret. 
| « | Una nova anàlisi de la línia de costa messiniana (Diestien de les Noires Mottes), de la sèrie Monts de Flandes, una extensió de la flexió Landrethun i de la formació de la Slack, així com el descobriment d’una nova formació (formació de Wimille, interna al Boulonnais), tota segellada per una armadura, testimonien una obertura de l'estret de Calais durant la crisi tectònica del Messinià, en relació amb l'evolució de la Manxa Oriental i la seva xarxa de paleovalls | » |

### Països recents, prehistòria

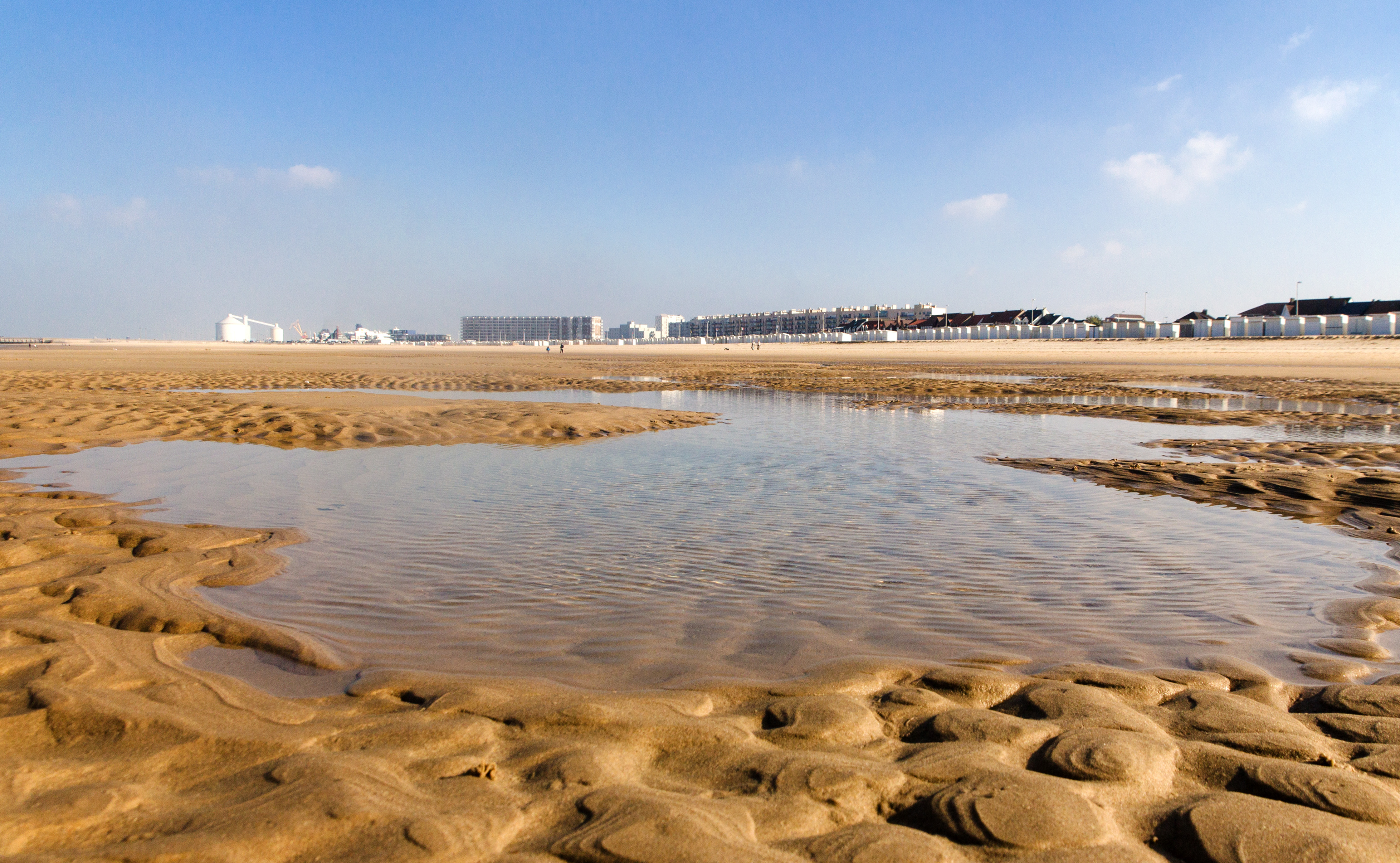
Platja de Calais amb marea baixa el 2016.

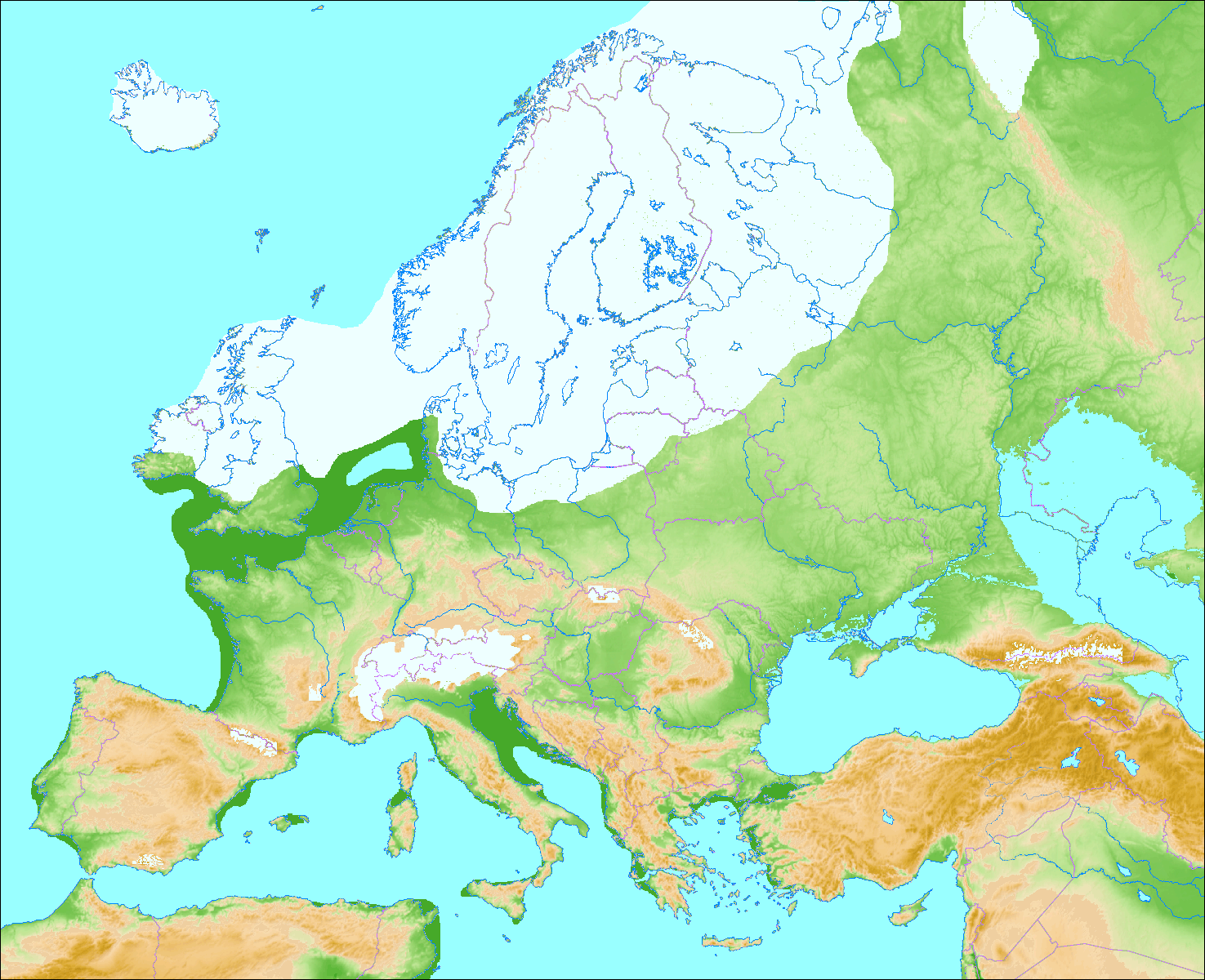
Europa durant les darreres èpoques glacials.

Des de la darrera Època glacial, el mar ha augmentat més de 100 m d’alçada en aquesta regió. Durant l'última desglaciació, l'estret es va reobrir fa 9.000 anys, quan la deglaciació finlandesa estava acabant, però Amèrica del Nord encara estava coberta en gran part de gel.

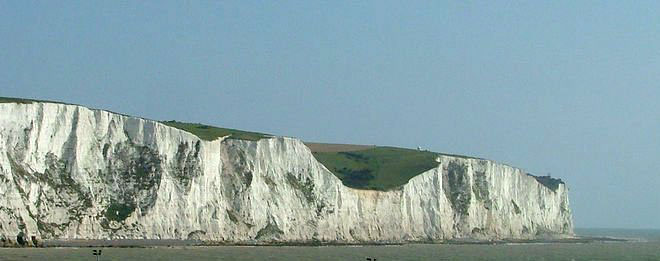
Cliffs of Dover el 2004.

Després d’una sèrie d’avenços i recessos successius del mar o dels rius antics respectivament cap a les edats glacials i interglacials, la sedimentologia d’aquesta zona és molt complexa. L'estudi de les anomalies de Bouguer així com la cartografia del fons marí, els forats i els estudis sísmics tenen com a objectiu entendre millor com han evolucionat les fàcies sedimentàries d’aquests fons marins inundats periòdicament després exposades i erosionades.

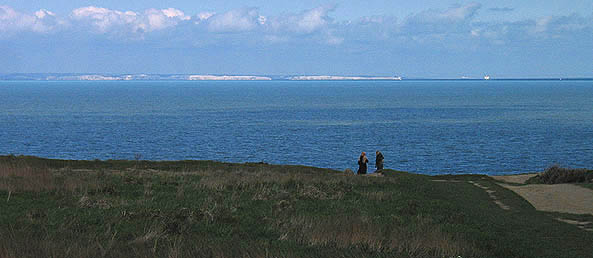
Els penya-segats de Dover (Anglaterra) vistos des del cap Gris-Nez (França).

Estudis recents realitzats en particular amb la Universitat de Lilla 1 i Ifremer han permès detectar millor les valls antigues paleovalls. La disposició dels antics cursos d’aigua, així com d’algunes de les seves terrasses fluvials, tants elements geomorfològics invisibles perquè avui són sota el mar i coberts amb grans estructures sedimentàries (grava, bancs de sorra i dunes, etc.). Aquests estudis també permeten avaluar el seu curs i les seves variacions d'estat segons els avenços i retrocessos del mar durant els darrers cicles glacials i interglacials, cosa que és útil per anticipar els efectes del canvi climàtic actual "Antropocè". Aquest és el cas del Riu Somme i la "paleo-xarxa" fluvial Del Canal de la Mànega entre el mar del Nord i l'Atlàntic, que es va començar a cartografiar sobre la base de dades batimètriques i sísmiques del canal als anys 1980. Els treballs recents realitzats a 120 km² davant de la Picardia han permès, gràcies a un sísmic més precís (perfils establerts cada 200 m), trobar la forma de paleocanal antic, amb, per exemple, un vell canal amb meandres entre el Somme i l'Authie a la costa de la Picardia actual.

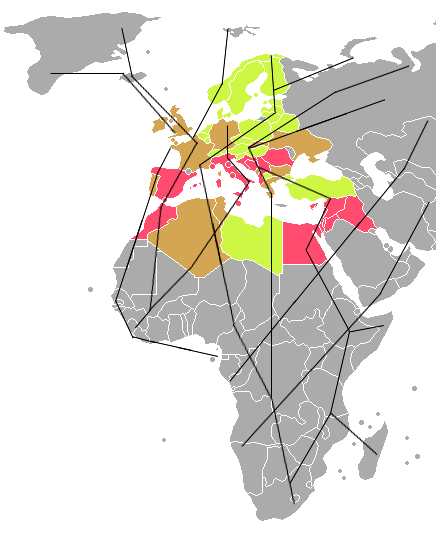
Rutes d'aus migratòries entre Europa i Àfrica. Caça il·legal forta (vermell), mitjana (marró), feble (verda), sense estadístiques (gris), 2013.

### Ecologia submarina i marina
Normalment conscients, les pedres rocoses també són un hàbitat ecològic rar que alberga moltes espècies dependents d’aquest entorn.
 A causa de l'efecte "coll d'ampolla" de l'Estret, els corrents són ràpids (entre els més ràpids del món), la terbolesa mitjana és alta i les tempestes de marea alta o baixa poden ser significatives.

### Característiques biogeogràfiques

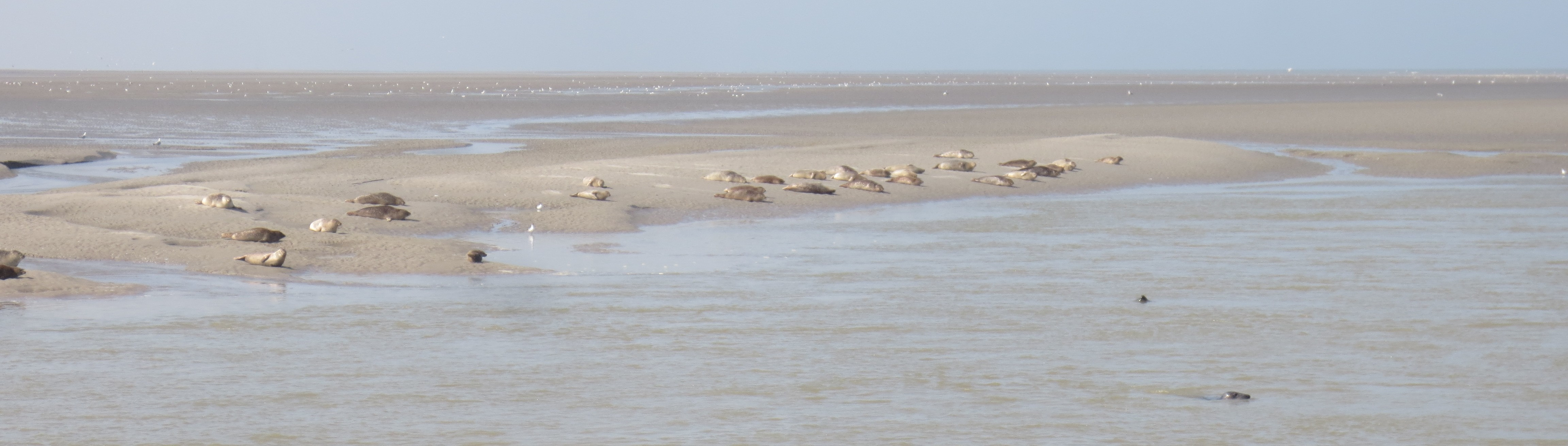
Foca comuna a la platja de Berck el 2017.

Fa 10.000 anys, la Gran Bretanya estava connectada amb el continent i aquest estret només era una vall travessada per animals, inclosos mamuts com el de l'Aa descobert el 1908: s'han trobat dents, arrossegades per les xarxes.
A l'edat mitjana, la balena freqüentava les rodalies de l'estret. Encara podem veure una població reliquia de foques que sembla que va reconstruint progressivament el seu nombre, però cada vegada hi ha menys balenes i altres grans cetacis (potser obstaculitzada per l'augment de la contaminació acústica submarina, el trànsit cada vegada més comercial, i la pesca d'arrossegament). Onze espècies de mamífers marins es consideren permanents al Canal/mar del Nord anglès (marsopa comuna, dofí comú de musell curt dofí mular, dofí ratllat cap d'olla gris, balenes minke, rorqual comú, foca grisa, dofí de musell blanc, foca comuna i cap d'olla negre d'aleta llarga).

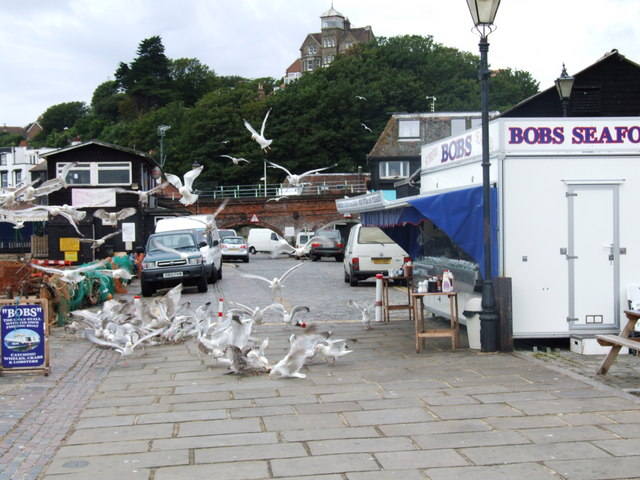
Gavines al mercat de peixos de Folkestone en 2009.

Tot i així, aquest corredor biogeogràfic continua sent una important ruta de Ocell migrador; de significació paneuropea per al nord-oest de la zona paleàrtica. Aquestes migracions es poden veure obstaculitzades per certes instal·lacions costaneres i portuàries i, en particular, per Contaminació lumínica. També és una zona fàcilment utilitzada per certs ocells per viatjar entre França i Anglaterra. Des de llavors, s'ha dut a terme una designació obligatòria dels llocs de la xarxa Natura 2000 al mar, prevista abans de mitjans de 2008.